# Pasawahan (Tarogong Kaler)
Pasawahan is een bestuurslaag in het regentschap Garut van de provincie West-Java, Indonesië. Pasawahan telt 8609 inwoners (volkstelling 2010).